# Andrés Ramiro Escobar Díaz
Andrés Escobar, właśc. Andrés Ramiro Escobar Díaz (ur. 14 maja 1991 w Puerto Tejada w departamencie Cauca) – kolumbijski piłkarz, grający na pozycji napastnika. Obecnie jest zawodnikiem CR Vasco da Gama, do której jest wypożyczony Dynamo Kijów.

## Kariera piłkarska

### Kariera klubowa
Wychowanek klubu Deportivo Cali, w barwach którego w 2010 rozpoczął karierę piłkarską. 31 sierpnia 2011 podpisał 5-letni kontrakt z Dynamem Kijów. Nie potrafił przebić się do podstawowego składu ukraińskiego klubu, dlatego w lipcu 2012 powrócił do Deportivo Cali, ale już na zasadach wypożyczenia.
W lipcu 2013 został wypożyczony do Evianu FC.
7 lutego 2014 został wypożyczony na rok do FC Dallas. 28 stycznia 2015 został wypożyczony na rok do Atlético Nacional. W 2016 występował na zasadach wypożyczenia w Millonarios FC. W lutym 2017 znów został wypożyczony, tym razem do CR Vasco da Gama.
W styczniu 2018 jako wolny agent podpisał kontrakt z argentyńskim klubem Estudiantes La Plata.
| Sezon   | Klub                  | Kraj              | Rozgrywki    | Mecze | Bramki | Rozgrywki Europy | Mecze | Bramki |
| ------- | --------------------- | ----------------- | ------------ | ----- | ------ | ---------------- | ----- | ------ |
| 2010    | Deportivo Cali        | Kolumbia          | Primera A    | 18    | 2      | -                | -     | -      |
| 2011    | Deportivo Cali        | Kolumbia          | Primera A    | 7     | 1      | -                | -     | -      |
| 2011/12 | Dynamo Kijów          | Ukraina           | Premier-liha | 4     | 0      | Liga Europy UEFA | 1     | 0      |
| 2012    | Deportivo Cali (wyp.) | Kolumbia          | Primera A    | 14    | 3      | -                | -     | -      |
| 2013    | Deportivo Cali (wyp.) | Kolumbia          | Primera A    | 17    | 2      | -                | -     | -      |
| 2013/14 | Evian TG (wyp.)       | Francja           | Ligue 1      | 5     | 0      | -                | -     | -      |
| 2013/14 | FC Dallas (wyp.)      | Stany Zjednoczone | MLS          | 0     | 0      | -                | -     | -      |

Stan na: 18 lipca 2013 r.

### Kariera reprezentacyjna
Występował w młodzieżowej reprezentacji Kolumbii.

## Sukcesy i odznaczenia

### Sukcesy klubowe
- zdobywca Pucharu Kolumbii: 2010